# Милейково (Могилёвская область)
Милейково (бел. Мілейкава) — деревня в Мстиславском районе Могилёвской области Белоруссии. Входит в состав Подсолтовского сельсовета.

## География
Деревня находится в северо-восточной части Могилёвской области, в пределах Оршанско-Могилёвской равнины, у истока реки Княгини, вблизи государственной границы с Российской Федерацией, на расстоянии примерно 15 километров (по прямой) к северо-западу от Мстиславля, административного центра района. Абсолютная высота — 211 метров над уровнем моря.

## История
В конце XVIII века деревня входила в состав Мстиславского воеводства Великого княжества Литовского.
Согласно «Списку населенных мест Могилёвской губернии» 1910 года издания населённый пункт входил в состав Райского сельского общества Бохотской волости Мстиславского уезда Могилёвской губернии. Имелся 61 двор и проживало 380 человек (192 мужчины и 188 женщин).

## Население
По данным переписи 2009 года, в деревне проживало 260 человек.